# Semmy Stahlhammer
Semmy Robert Stahlhammer, född 5 mars 1954 i Eskilstuna, är en svensk violinist och förste konsertmästare i Hovkapellet såväl som lärare vid Kungliga Musikhögskolan. 

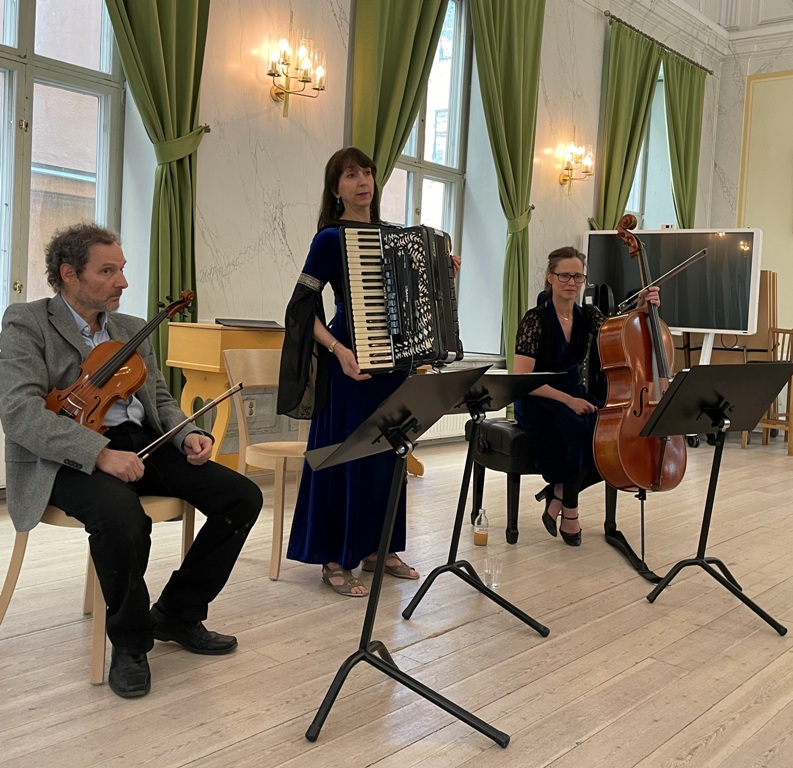
Stahlhammer Klezmer Classic framträder på Early Music Festival i Stockholm 3 juni 2023.
Semmy Stahlhammer, Miriam Oldenburg och Isabel Blommé.

Han är även kapellmästare för Stahlhammer Klezmer Classic och konstnärlig ledare för musikfestivalen i San Giovanni i Toscana i Italien. I sin violinateljé på Norr Mälarstrand i Stockholm restaurerar och reparerar han stråkinstrument. 
Han har skrivit två böcker om sina föräldrar, som överlevde förintelsen. Kodnamn Frisör handlar om hans fars upplevelser som judisk partisan under andra världskriget. Sonjas resa handlar om hans mor som med sin familj tvingas in i Lodz getto; därefter förs hon till bland annat Auschwitz, Ravensbrück, Dachau och Bergen-Belsen innan hon som den enda i sin familj räddas och hamnar i Sverige.

## Filmmusik
- 2005 – Sigrid & Isaac